# Ronneby (stad)
Ronneby is een stad in de gemeente Ronneby in het landschap Blekinge en de provincie Blekinge län in Zweden. De plaats heeft 11.767 inwoners (2005) en een oppervlakte van 766 hectare.
In 2005 werd het park Brunnsparken in Ronneby gekozen tot Zwedens mooiste park. In 1387 kreeg de stad haar eerste stadsrechten.
Hoofdstuk VII van Nils Holgersson speelt zich in en rondom Ronneby af.

## Verkeer en vervoer
Bij de plaats loopt de E22/Riksväg 27.
Ten noorden van de stad ligt de Luchthaven Ronneby.